# كأس رابطة الأندية الإنجليزية المحترفة 1989–90
كأس رابطة الأندية الإنجليزية المحترفة 1989–90 (بالإنجليزية: 1989–90 Football League Cup)‏ هو موسم من كأس رابطة الأندية الإنجليزية المحترفة. كان عدد الأندية المشاركة فيه 92، وفاز فيه نوتينغهام فورست.